# Аурора (провинция)
Аурора (таг. Aurora) — одна из провинций Филиппин, расположена в регионе Центральный Лусон. Административный центр — город Балер.
Названа в честь Авроры Кесон, первой леди Филиппин (1935-1944), жены президента Филиппин Мануэля Кесона.

## География
Находится в восточной части острова Лусон, граничит с провинциями: Кесон, Булакан, Нуэва-Эсиха, Нуэва-Виская, Кирино и Исабела; на востоке омывается Филиппинским морем. Площадь составляет 3239,5 км².

## Население
Население провинции по данным на 2010 год составляет 201 233 человек. Плотность населения — 62,12 чел./км². В муниципалитетах к югу от Балер проживают главным образом тагалы (52,85 %), к северу от Балер — илоки (31,43 %). Проживают также пампанган, негритосы и другие этнические группы.
По данным на 2013 год численность населения составляет 197 206 человек.
Динамика численности населения провинции по годам:
| 2000    | 2007    | 2013    |
| ------- | ------- | ------- |
| 173 797 | 187 802 | 197 206 |

## Административное деление
В административном отношении делится на 8 муниципалитетов:
- Балер: 92,55 км²
- Касигуран: 715,43 км²
- Диласаг: 306,25 км²
- Диналунган: 316,85 км²
- Дингалан: 304,60 км²
- Дипакулао: 361,64 км²
- Мариа-Аурора: 405,18 км²
- Сан-Луис: 623,86 км²

## Галерея

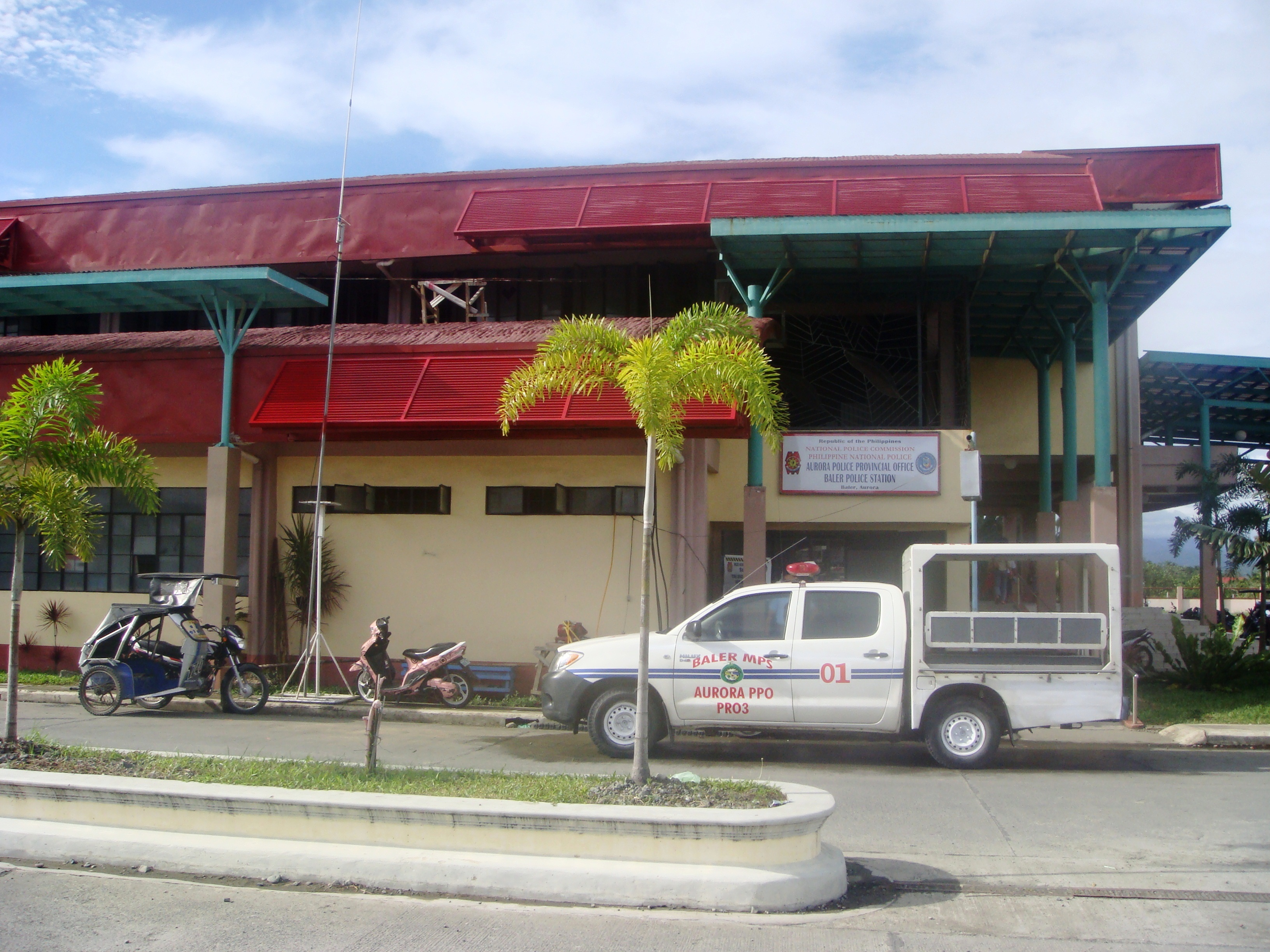
Отделение полиции, Балер
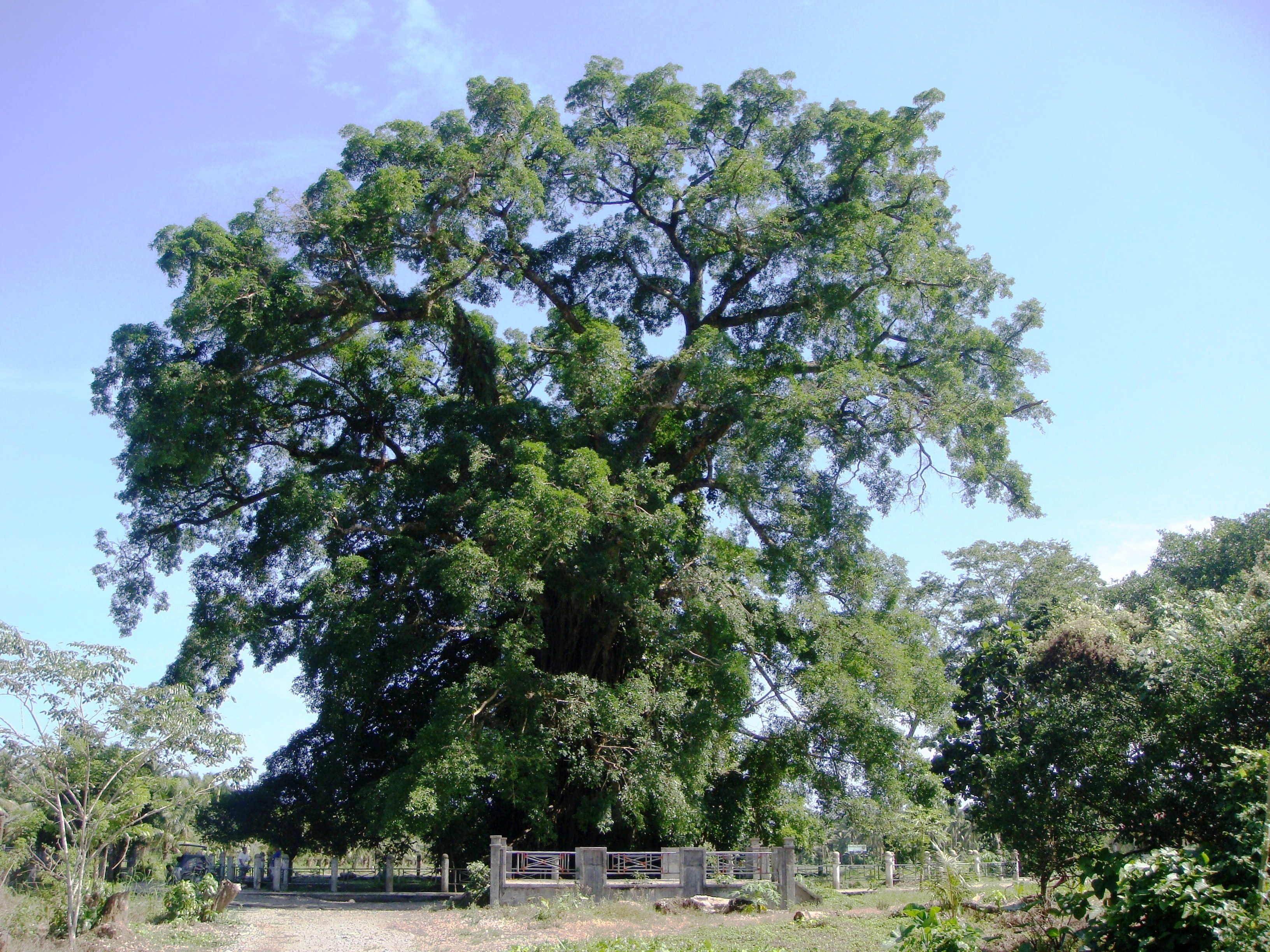
Парк Балете
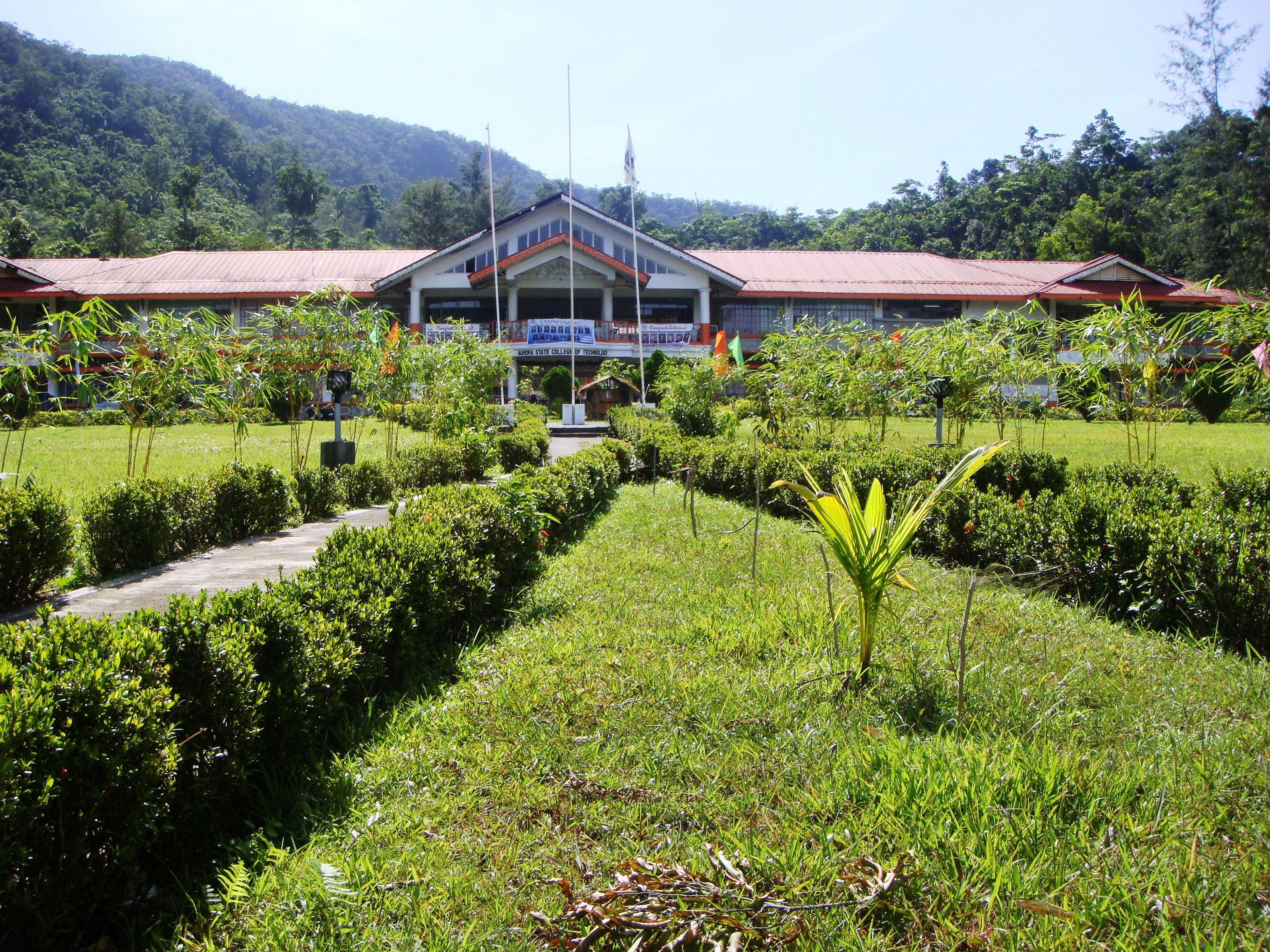
Государственный технический колледж Ауроры (ASCOT)
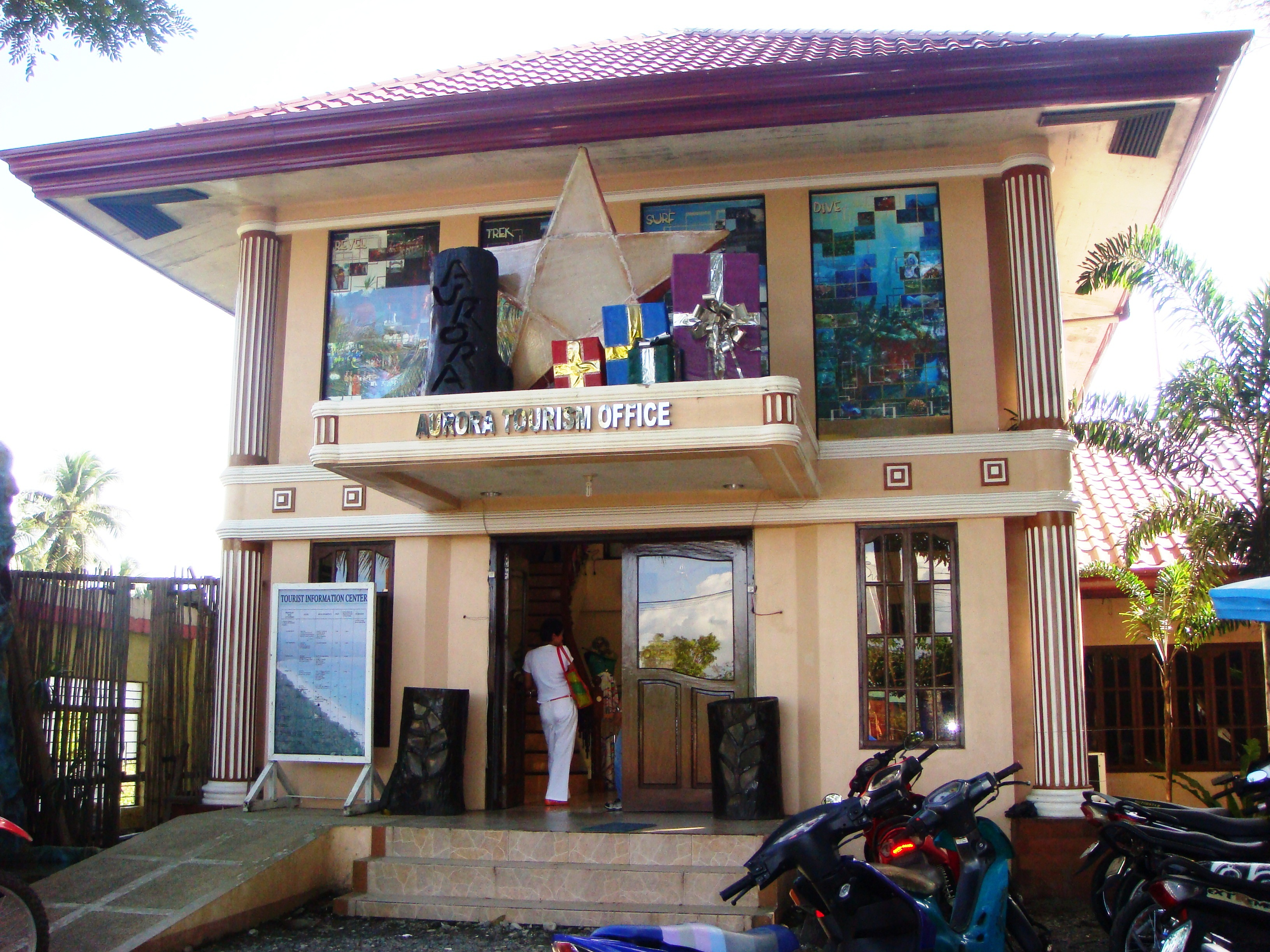
Туристический центр провинции
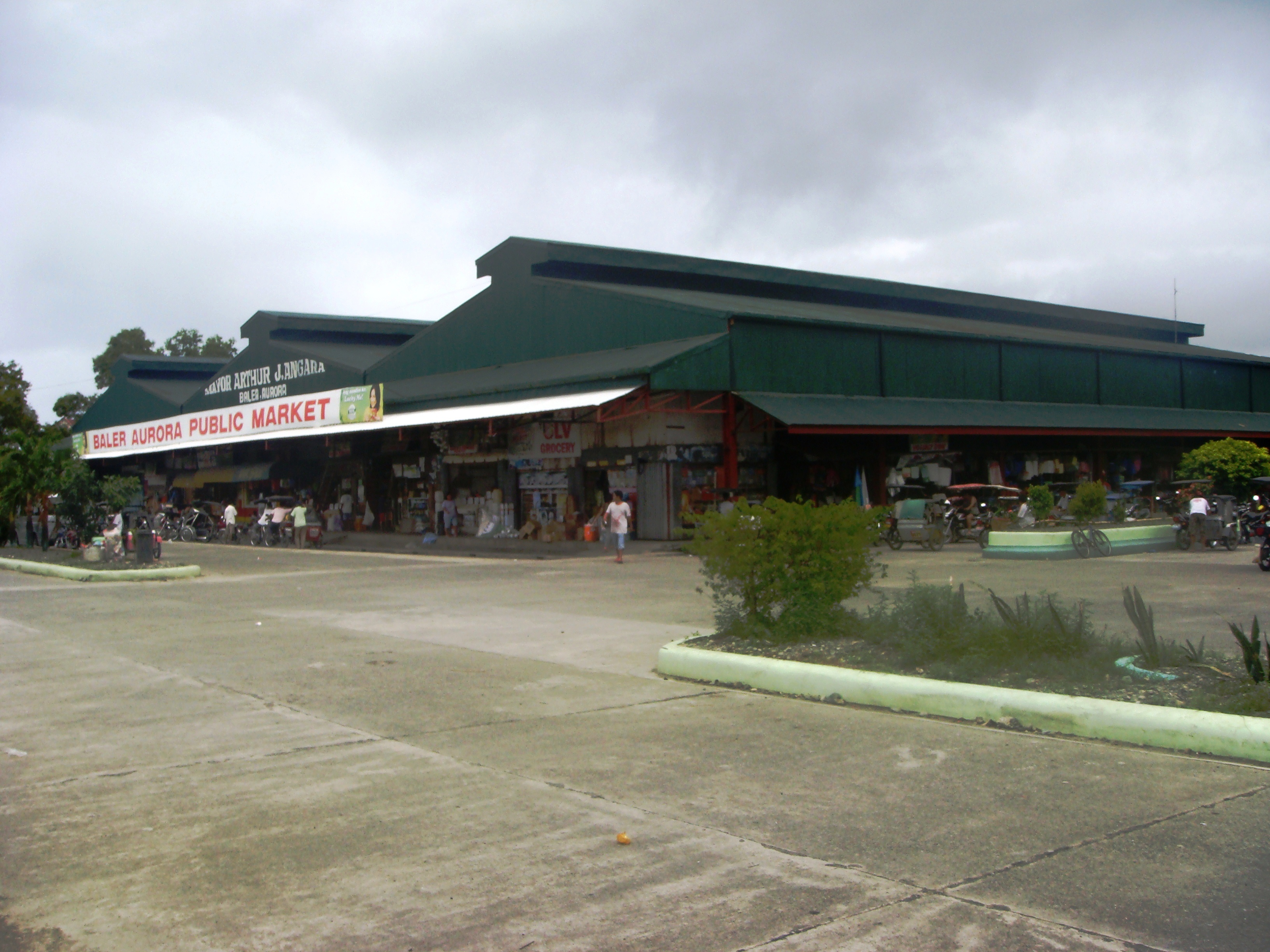
Рынок, Балер
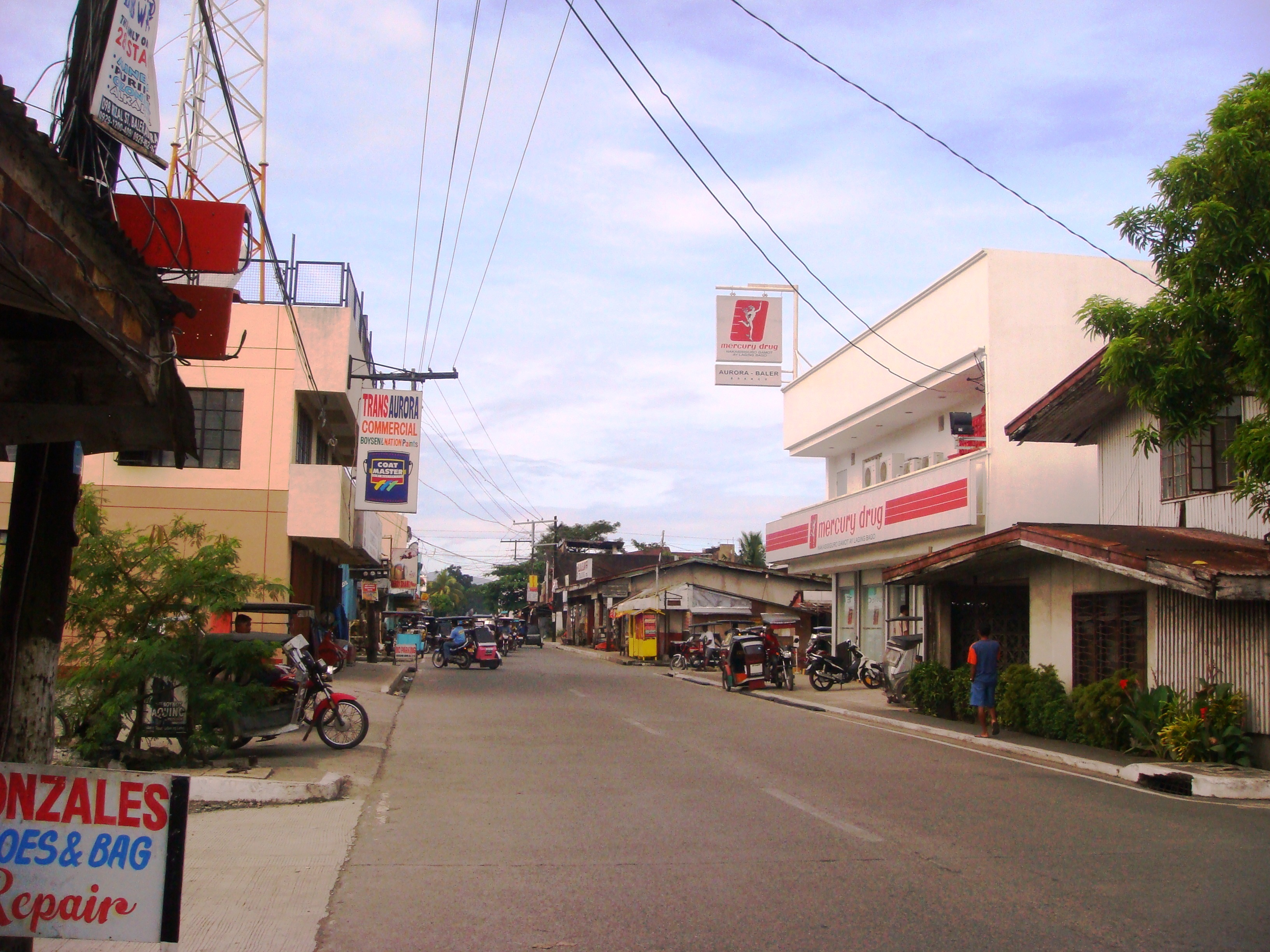
Центр города, Балер